# Neolissochilus
Neolissochilus es un género de peces de la familia de los Cyprinidae en el orden de los Cypriniformes.

## Especies
Las especies de este género son:
- Neolissochilus baoshanensis (Chen & Yang, 1999).
- Neolissochilus benasi (Pellegrin & Chevey, 1936).
- Neolissochilus blanci (Pellegrin & Fang, 1940).
- Neolissochilus blythii (Day, 1870).
- Neolissochilus bovanicus (Day, 1877).
- Neolissochilus compressus (Day, 1870).
- Neolissochilus dukai (Day, 1878).
- Neolissochilus hendersoni (Herre, 1940).
- Neolissochilus heterostomus (Chen & Yang, 1999).
- Neolissochilus hexagonolepis (McClelland, 1839).
- Neolissochilus hexastichus (McClelland, 1839).
- Neolissochilus longipinnis (Weber & de Beaufort, 1916).
- Neolissochilus namlenensis (Nguyen & Doan, 1969).
- Neolissochilus nigrovittatus (Boulenger, 1893).
- Neolissochilus paucisquamatus (Smith, 1945).
- Neolissochilus pnar Dahanukar, Sundar, Rangad, Proudlove & Raghavan, 2023.
- Neolissochilus soroides (Duncker, 1904).
- Neolissochilus spinulosus (McClelland, 1845).
- Neolissochilus stevensonii (Day, 1870).
- Neolissochilus stracheyi (Day, 1871).
- Neolissochilus subterraneus Vidthayanon & Kottelat, 2003.
- Neolissochilus sumatranus (Weber & de Beaufort, 1916).
- Neolissochilus thienemanni (Ahl, 1933).
- Neolissochilus tweediei (Herre & Myers, 1937).
- Neolissochilus vittatus (Smith, 1945).